# Tëploe
Tëploe è una cittadina della Russia europea centrale, situata nella oblast' di Tula; appartiene amministrativamente al rajon Tëplo-Ogarevskij, del quale è il capoluogo.